# Luigi Pandolfi
Luigi kardinal Pandolfi, italijanski rimskokatoliški duhovnik, škof in kardinal, * 6. september 1751, Cartoceto, † 2. februar 1824.

## Življenjepis
10. marca 1823 je bil povzdignjen v kardinala in imenovan za kardinal-duhovnika S. Sabina.